# درخشنده‌های پهلوسرخ

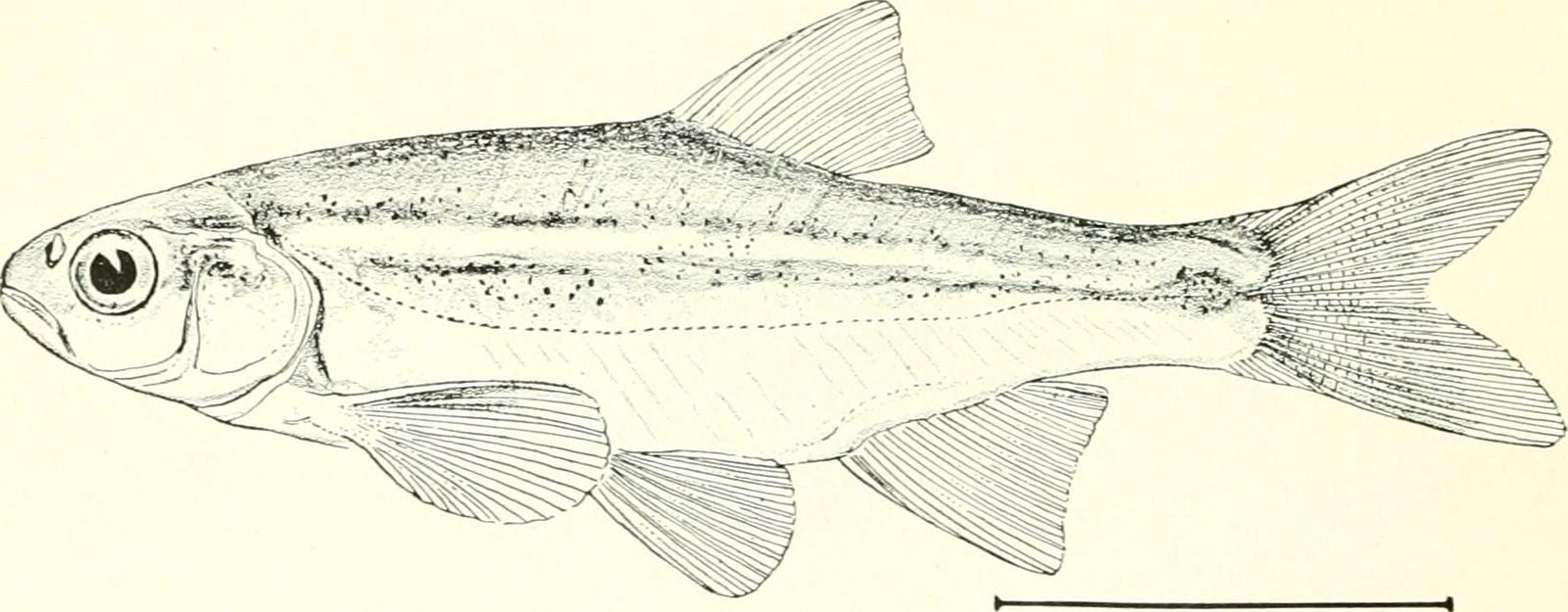
تصویر (نقاشی) درخشنده پهلوسرخ

درخشنده‌های پهلوسرخ (نام علمی: Richardsonius) نام یک سرده از تیره کپورماهیان است.

## گونه‌ها
- Richardsonius balteatus (J. Richardson, 1836) (Redside shiner)
- Richardsonius egregius (Girard, 1858) (Lahontan redside)